# Ivan Alduk (arheolog)
Ivan Alduk (Split, 1976.), hrvatski arheolog i konzervator

## Životopis
Rodio se je 1976. godine. Studirao je u Zagrebu gdje je 2002. diplomirao na Odsjeku za arheologiju Filozofskog
fakulteta. Vanjskim je suradnikom Konzervatorskog odjela Split od 2000. godine. Na istom se je odjelu zaposlio 2004. godine. Vodio je istraživanja i konzervatorski djelovao na području Solina, Klisa, Hvara (Stari
Grad, Hvar, Starigradsko polje) te unutrašnjosti Dalmacije (Sinj, Vrlika, Zadvarje, Poljica, Imotski, Vrgorac). Danas radi u Konzervatorskom odjelu u Imotskom. Bavim se temama iz srednjovjekovne arheologije i povijesti te zaštite spomenika. Piše članke za hrvatske portale o tim temama.
Bio je član stručnoga tima zaslužnog za uvrštenje stećaka na UNESCO-ov Popis svjetske baštine.

## Izabrana djela
- Alduk, Ivan; Perkić, Domagoj; Aksić Vitković, Marijana; Radovanović, Marija, Stazama stećaka   Arhivirana inačica izvorne stranice od 31. srpnja 2016. (Wayback Machine)
- Alduk, Ivan; Perkić, Domagoj; Aksić Vitković, Marijana; Radovanović, Marija; www.tzmetkovic.hr, Stazama stećaka: Neretva  Arhivirana inačica izvorne stranice od 31. srpnja 2016. (Wayback Machine)
- Alduk, Ivan; Perkić, Domagoj; Aksić Vitković, Marijana; Radovanović, Marija; visit.cavtat-konavle.com, Stazama stećaka: Konavle i Župa dubrovačka  Arhivirana inačica izvorne stranice od 31. srpnja 2016. (Wayback Machine)
- Alduk, Ivan; Perkić, Domagoj; Aksić Vitković, Marijana; Radovanović, Marija; www.tzmetkovic.hr, Stazama stećaka: Dubrovačko primorje  Arhivirana inačica izvorne stranice od 31. srpnja 2016. (Wayback Machine)

## Vanjske poveznice
- Dalmatinski portal Tvrđave Splitsko-dalmatinske županije. Piše Ivan Alduk